# Акишбая, Малхаз
Малхаз Акишбая (абх. Малхас Акшба, груз. მალხაზ აკიშბაია, 6.5.1972) — с 2006 по 2009 годы — лидер правительства в изгнании Автономной Республики Абхазия — абхазского правительства, подконтрольного Тбилиси. Родился в 1972 году в Гальском районе Абхазской АССР. Закончил Киевский государственный университет и Оксфорд в 1994 году. Он был министром экономики Грузии с 1999 по 2001 годы и членом Совбеза. В марте 2006 года Верховный совет автономной республики Абхазия в изгнании утвердил его на пост главы правительства. Через год после пятидневной войны с Россией Акишбая покинул этот пост. В настоящее время (2011) — заместитель министра сельского хозяйства Грузии.